# Buchałowice
Buchałowice is een plaats in het Poolse district  Puławski, woiwodschap Lublin. De plaats maakt deel uit van de gemeente Kurów en telt 280 inwoners.